# Sociedade Desportiva Sete de Setembro de Cupira
Sociedade Desportiva Sete de Setembro de Cupira (ou apenas Sete de Cupira) é um clube brasileiro de futebol da cidade de Cupira, no estado de Pernambuco.

## Títulos
- Copa Cupira: 2010 , 2014 , 2015.[4]

## Desempenho em competições

### Copa Pernambuco
Sua única competição no futebol profissional disputada foi a Copa Pernambuco, estando presente em duas edições: 2007 e 2009.
| Ano  | Classificação geral |
| 2007 | 7º                  |
| 2009 | 6º                  |